# Spartan (film)
Spartan è un film del 2004 scritto e diretto da David Mamet.

## Trama
Robert Scott è un ex sergente maggiore di artiglieria della United States Marine Corps Force Recon, che svolge il ruolo di membro del gruppo di selezione per la Delta Force . Mentre osserva un'esercitazione progettata per valutare i candidati della Delta, Scott incontra una recluta, Curtis, e il sergente Jacqueline Black, un'istruttrice di combattimento con coltello.
Scott viene coinvolto in un'operazione clandestina per ritrovare la scomparsa Laura Newton, la figlia del Presidente. Lui e Curtis vanno a una casa su una spiaggia, di proprietà di uno dei professori di Laura, con cui si dice che abbia una relazione. Non trovano nessuno dei due, ma trovano due sconosciuti che reagiscono in modo aggressivo, spingendo Curtis (che si è appostato all'esterno con un fucile da cecchino) a sparare a uno dei due, e Scott uccide rapidamente l'altro. Una precedente pista li porta in un bar dove le ragazze vengono reclutate come prostitut. Scott segue un intermediario dal bar a un bordello che incanala alcune di queste ragazze verso una rete internazionale di schiavitù sessuale. La madame del locale fornisce loro un numero di contatto, che conduce però a un telefono pubblico.
Le chiamate al telefono pubblico vengono ricondotte a Tariq Asani, un cittadino libanese attualmente detenuto in una prigione federale, con il piano di intercettare Asani durante il suo trasporto come prigioniero per cure mediche, e di ottenere da lui informazioni sulle operazioni del traffico sessuale.
Quando l'auto che trasporta Asani e un altro prigioniero si ferma durante il tragitto verso la sua destinazione, Scott si presenta loro davanti e sembra uccidere la guardia di trasporto, quindi uccide l'altro prigioniero (che era nel braccio della morte). Risparmia però Asani, perché dice che può farli salire su un aereo per uscire dal paese nella stessa notte, e conferma che la rete di schiavitù sessuale ha sede a Dubai .
Scott si ferma in un minimarket per trasmettere le informazioni alla squadra. Curtis gli fornisce altre munizioni, ma Asani, che aspetta in macchina, nota il distintivo di un altro agente che sta parlando con Curtis e apre il fuoco. Curtis viene ferito, e Scott è costretto a uccidere Asani.
Mentre la squadra prepara un assalto a Dubai, un notiziario riporta che Laura e il suo professore universitario sono stati trovati annegati, mentre navigavano al largo della costa di Martha's Vineyard . L'operazione di salvataggio allora viene annullata, e Scott torna a casa convinto che non ci sia più nulla da fare. Curtis lo rintraccia, e gli dice insistentemente che Laura è viva: mostra a Scott un orecchino che è rimasto incastrato nel suo tappetino da cecchino della casa sulla spiaggia, che è identico agli orecchini che Laura indossa in una foto di un notiziario.
Quando tornano alla casa sulla spiaggia per indagare, Curtis viene ucciso da un cecchino, posizionato su una barca lì vicino. Scott evita il cecchino, e quando trova un segno inconfondibile di Laura su una finestra della casa che indica che era lì, si rende conto che potrebbe davvero non essere morta. Smonta il cercapersone e il telefono, e ci trova dentro un dispositivo di localizzazione.
Cerca di contattare la madre di Laura, che sta visitando una struttura di riabilitazione, ma viene intercettato da un'agente donna dei Servizi Segreti incaricata di sorvegliare la famiglia presidenziale. Quando le mostra l'orecchino all'agente, questa, che conosce bene Laura, spiega che per anni il Presidente ha usato le visite alla figlia come copertura per relazioni extraconiugali e che ha tirato fuori il distaccamento dei Servizi Segreti addetto a Laura per usarla come extraprotezione per sé durante l'ultimo viaggio, lasciandola così vulnerabile ai membri della rete del traffico sessuale.
Scott convince il sergente Black ad aiutarlo a salvare la ragazza a Dubai, e si rivolge ad Avi, un ex agente israeliano. Avi accetta di farlo entrare a Dubai, e di far uscire di nascosto Laura nascosta in un container all'aeroporto, in cambio di armi per lui e supporto da un uomo del posto, noto come Jones.
In seguito Jones viene ucciso durante il salvataggio, e Scott fugge con Laura in una casa sicura, dove la convince che, sebbene sia solo, sta agendo eseguendo ordini. Indovinando però che in realtà Scott sta agendo da solo, Laura gli sussurra che il re Leonida di Sparta rispondeva alle richieste di aiuto dei regni vicini inviando un solo guerriero, e decide di fidarsi di lui.
Quando in seguito porta Laura all'aeroporto, per sigillarla in un container, Scott scopre di essere tracciato trovando un trasmettitore nascosto nel suo coltello: la fa uscire di corsa dal container, ma proprio mentre la sua vecchia squadra arriva per arrestarli. Scott viene colpito, Laura viene catturata. Il suo rapitore si rivela essere il sergente Black, che le mostra l'orecchino e le foto dell'agente dei servizi segreti, convincendo Laura a smettere di lottare. Una troupe televisiva svedese assiste alla lotta mentre stanno per salire sul loro aereo lì vicino, e riconosce Laura. Black viene colpito e una Laura, isterica, viene portata in salvo a bordo dell'aereo dei giornalisti. Scott trova Black morente, che chiede se Laura è ora al sicuro: Scott conferma.

Più tardi, in una strada della città di Londra, viene mostrato uno Scott con la barba ispida mentre guarda un notiziario serale sul ritorno di Laura, sulla televisione in vetrina di un negozio. Il governo sta sfruttando la storia del rapimento di Laura come opportunità per il Presidente di porre fine al traffico di ragazze americane come schiave del sesso. Un britannico che guarda accanto a Scott dice: "è ora di andare a casa" e se ne va: Scott lo guarda andarsene e dice: "uomo fortunato". Poi si vede Scott che se ne va a Piccadilly Circus .

## Distribuzione
- Uscita negli  USA: 8 marzo 2004
- Uscita nel  Regno Unito: 6 agosto 2004
- Uscita in  Italia: 14 gennaio 2005